# آني إيه يو
آني إيه يو (بالصينية: 歐詠芝) هي لاعبة الاسكواش صينية، ولدت في 9 فبراير 1989 في هونغ كونغ في الصين.

## وصلات خارجية
- آني إيه يو على موقع الاتحاد الدولي لمحترفي الاسكواش (مؤرشف) (الإنجليزية)
- آني إيه يو على موقع SquashInfo.com (الإنجليزية)